# Pustka (uczucie)
Pustka to uczucie ogólnej nudy, wyalienowania, stan apatii.
Zazwyczaj współistnieje z dystymią, depresją, samotnością, rozpaczą lub innymi zaburzeniami psychicznymi/emocjonalnymi, np. psychoza, czy zaburzenie osobowości borderline. Różny jest jednak opis przeżywanej pustki schizofrenicznej od depresyjnej. 
Często uczucie to jest naturalnym skutkiem trudnych doświadczeń (strata, żałoba).
Uczucie pustki łączy się często z bezsilnością, brakiem kontroli nad tym, co się wokół nas dzieje, nie potrafimy poradzić sobie sami z życiem i problemami, bywamy drażliwi i zamknięci w sobie. Prowadzi to do stanu depresyjnego, a w efekcie braku pozytywnych zmian do samej depresji w różnych stadiach. 
Osoba w powyższym stanie często daje otoczeniu wyraźne, lecz nie bezpośrednie sygnały, gdyż boi się jeszcze większego odrzucenia. 